# Dave Whitsell
David A. Whitsell (Shelby, 14 giugno 1936 – 7 ottobre 1999) è stato un giocatore di football americano statunitense che giocò nel ruolo di cornerback nella National Football League (NFL).

## Carriera professionistica
Proveniente dall'Università dell'Indiana, Whitsell fu scelto nel 24º giro (289º assoluto) nel Draft NFL 1958 dai Detroit Lions con cui disputò tre stagioni.
Nel 1961 passò ai Chicago Bears con cui in sei stagioni fece registrare 26 intercetti e vinse il campionato NFL nel 1963 battendo in finale i New York Giants.
Nel 1967 passò alla neonata franchigia dei New Orleans Saints con cui alla prima stagione stabilì un primato in carriera di 10 intercetti e fu convocato per il Pro Bowl.
Dopo altre due stagioni coi Saints si ritirò.

## Palmarès

### Franchigia
- Campione NFL: 1

Chicago Bears: 1963

### Individuale
- Convocazioni al Pro Bowl: 1

1967

## Statistiche
| Partite totali | 161 |
| Intercetti     | 46  |
| Touchdown      | 4   |